# Vladimirski konj
Vladimirski konj ali vladimirec je ruska pasma težkega hladnokrvnega konja. Pasmo so osnovali v zgodnjem 20. stoletju na kmetijah in kolektivnih posestvih (kolhozih) Ivanovske in Vladimirske oblasti, lociranih vzhodno od Moskve. Na oblikovanje vladimirca naj bi pomembno vplivali zlasti žrebci škotske pasme clydesdale (škotski hladnokrvni konj), skoteni med letoma 1910 in 1923. Pasma je bila prvič uradno priznana leta 1946.

## Zgodovina
V času ruskega imperija na tamkajšnjem območju ni bilo niti ene avtohtone pasme težkega delovnega konja. Vladimirskega konja so oblikovali v približno enakem času, kot je potekal razvoj ruskega hladnokrvnega konja v Ukrajini.:277
Začetki vladimirske pasme segajo v leta 1886–1924. Prva parjenja naj bi se odvijala v kobilarni Gavrilovega Posada v Ivanovski oblasti, kjer so lokalne konje križali z živalmi škotske pasme clydesdale, v manjši meri pa tudi z angleškima cleveland bayom in suffolkom ter francoskim percheronom.:511:276 Med letoma 1919 in 1929 naj bi pri razvoju vladimirske pasme sodelovale kobile britanskega shira.:276:327 Vsi trije začetniki vladimirske pasme so bili clydesdalci. Med njimi sta bila dva – Border Brand in Lord James – skotena leta 1910, medtem ko je bil Glen Albin poležen v letu 1923.:276
Raven križanja z drugimi pasmami so močno zmanjšali v dvajsetih letih 20. stoletja in v sledečih dveh desetletjih je pasma utrjevala svojo današnjo obliko. Do uradnega priznanja je prišlo leta 1946.:276

## Značilnosti
Vladimirski konj je srednje močan delovni in hladnokrvni konj, znan po energetičnih in aktivnih hodih.:327 Živali imajo majhno glavo z ovnovim nosom, vrat je srednje dolg, pleča močna, hrbet nekoliko vklenjen in križ močan. Navadno so konjeve krepke noge gole, občasno pa se nad kopiti pojavlja daljša zaščitna dlaka. Med vladimirskimi konji prevladujejo rjavci,:276 noge in konjev obraz pogosto pokrivajo bela znamenja.:327

## Uporaba
Vladimirskega konja so v prvi vrsti vzredili za opravljanje različnih kmečkih opravil. Nekateri ga gojijo za pridobivanje konjskega mesa.:511 Gre za hitro rastočo pasmo, ki že pri šestih mesecih doseže telesno maso 200 kg.:327 Zaradi živahnega premikanja so konji primerni za vlečenje ruskih trovpreg – tako imenovanih troik.:276